# Ceraurus
Ceraurus – rodzaj stawonogów z wymarłej gromady trylobitów, z rzędu Phacopida. Żył w okresie ordowiku i dewonu.